# Josef A. Nossek
Josef Anton Nossek (* 17. Dezember 1947 in Wien) ist ein deutsch-österreichischer Wissenschaftler und Professor für Signalverarbeitung und Netzwerktheorie an der TU München.

## Biographie
Josef A. Nossek studierte Nachrichtentechnik an der TU Wien. Nach dem Diplom begann er seine berufliche Laufbahn bei der Siemens AG in München und stieg innerhalb von 15 Jahren zum Entwicklungsleiter für Richtfunksysteme auf. Er ist seit 1973 mit Zsuzsanna Nossek (geb. Wettstein) verheiratet und hat eine Tochter.
Josef A. Nossek promovierte zum Dr. techn. und war seit 1989 Ordinarius des Lehrstuhls für Netzwerktheorie und Signalverarbeitung an der TU München.
Er ist Träger des Vodafone-Innovationspreises 1998 und war von 2007 bis 2008 Präsident des Verbands der Elektrotechnik, Elektronik und Informationstechnik (VDE) und bis 2010 dessen stellvertretender Präsident. Nossek ist zudem Mitglied der Deutschen Akademie der Technikwissenschaften (Acatech).
Am 28. April 2008 wurde ihm das Bundesverdienstkreuz am Bande verliehen.
Im Oktober 2013 wurde Josef A. Nossek auf ein Jahr zum Präsidenten der Convention of National Associations of Electrical Engineers of Europe (EUREL) gewählt.
Im Jahr 2014 erhielt er den VDE-Ehrenring. Seit 2020 ist Josef A. Nossek  Professor i. R. am Fachgebiet Methoden der Signalverarbeitung (Professor Utschick).